# Adventisti sedmog dana
Crkva adventista sedmoga dana ili Kršćanska adventistička crkva, Crkva je reformacijske baštine čija su najistaknutija vjerovanja, koja definiraju i njihov naziv, vjera u Kristov drugi dolazak i svetkovanje biblijskog sedmog dana, odnosno Subote. Adventistička crkva trenutno ima više od 20 milijuna vjernika.

## Naziv
Riječ adventist izvedena je od latinskog pasivnog participa prošlog adventus (dolazeći do) izvedenog od glagola advenire (doći do) koji se tvori od prefiksa ad- (do) i glagola venire (doći). Riječ "adventist" je upotrebljena radi vjerovanja pripadnika Adventističke crkve u Kristov drugi dolazak, dok je produžetak "sedmoga dana" pridodan zbog njihovog svetkovanja biblijskog sedmog dana, odnosno subote, sukladno četvrtoj Božjoj Zapovjedi.

### Nazivi u Hrvatskoj
Adventiste sedmoga dana se u Hrvatskoj najčešće oslovljava samo s "Adventisti". I pripadnici hrvatske Adventističke crkve najčešće izostavljaju produžetak "sedmog dana", iz razloga što u Hrvatskoj ne postoji niti jedna Adventistička vjerska zajednica koja ne svetkuje Subotu (dok u svijetu postoji nekoliko znatno manjih zajednica koje su se odvojile od Adventista sedmoga dana zbog razilaženja mišljenja po tom pitanju). Jedan od naziva koji se u Hrvatskoj upotrebljava za Adventiste jest kolokvijalni termin s često, ali ne nužno, negativnim konotacijama - "subotari". Naziv je nastao na temelju adventističkog svetkovanja Subote i koristi se samo u govornom jeziku ili žargonu.

## Doktrina
Biblija kao temelj i vrhovni autoritet
Adventisti sedmoga dana svoju cjelokupnu doktrinu temelje isključivo na Bibliji, naglašavajući svoju protestantsku tradiciju i načelo "Sola Scriptura". Iako ne priznaju izvanbiblijske autoritete kao temelje za formiranje doktrine, velik utjecaj pri tumačenju i oblikovanju razumijevanja Biblije imaju spisi Ellen G. White za koju vjeruju da je bila Božji prorok. Ona je bila dio rane Adventističke crkve i stoga je sve svoje tekstove temeljila na Bibliji, te Adventisti smatraju njezine spise izrazito korisnima jer je biblijske principe i proročanstva dodatno osvijetlila i prilagodila suvremenom svijetu, te iznijela mnoštvo korisnih zdravstvenih, psiholoških i pedagoških savjeta, čiju je istinitost i naprednost za ono doba potvrdila suvremena znanost. Iako svoja osnovna vjerovanja ne temelje na spisima Ellen G. White, oni znatno utječu na način života Adventista. No, njezini spisi, kao i sve druge knjige o duhovnim temama ili pastorove propovijedi, podređene su Bibliji, stoga se kroz nju provjeravaju. Ako se utvrdi da se suprotstavljaju biblijskim načelima, odbacuju se, a ako su u skladu s njima, prihvaćaju se (što adventisti temelje na Pavlovom upozorenju iz 1. Solunjanima 5, 19-21: "Ne gasite duha! Ne prezirite proroštava! A sve kušajte i što je dobro, zadržite!"). James White, jedan od pionira adventnog pokreta i suprug Ellen G. White, izjavio je:
"Nijedan kršćanin nema slobodu ostaviti Bibliju i učiti što mu je dužnost preko bilo kojega od darova. Onoga časa kad to učini, darove stavlja na krivo mjesto i sebe dovodi u krajnje opasan položaj. Riječ (Biblija) mora imati prvo mjesto i crkva na nju mora paziti kao na pravilo po kojem će se ravnati i kao na izvor mudrosti iz kojega će učiti što joj je činiti. Ali ako dio crkve zastrani od biblijske istine i postane slab i bolestan i stado se raštrka tako da Bog vidi potrebu da dade darove Duha radi ispravljanja, obnove i iscjeljenja onih koji griješe, mi mu trebamo dopustiti da djeluje."
Ellen G. White adventistima stoga ne služi da upućuje u istinu, već da usmjerava ljude natrag na njezin izvor - Bibliju (što je i sâma često naglašavala govoreći da je ona "manje svjetlo" koje upućuje na "veće svjetlo Biblije", a smatra se da je to bilo neophodno u doba široko rasprostranjenog vjerskog fanatizma i zbrke američkog 19. stoljeća. Stoga James White, u nastavku citata, naglašava:
"Neka darovi imaju svoje odgovarajuće mjesto u crkvi. Bog ih nikad nije stavio u prvi plan niti nam je zapovjedio da gledamo u njih kako bi nas oni vodili na putu istine i na putu za Nebo. On je uzdigao svoju Riječ. Pisma Staroga i Novoga zavjeta čovjeku su svjetiljka koja mu osvjetljava stazu za kraljevstvo. Slijedite taj put."
Dakle, unatoč optužbama, adventisti ne smatraju poznavanje spisa Ellen G. White nužnim za kršćane, već isključivo poznavanje Biblije, a sve ostalo, ako se s Biblijom slaže, može biti koristan dodatni materijal, stoga da optužbe odgovaraju:
"Dobro je poznato da smo bili optuženi kako uvjetujemo pripadnost zajednici vjerovanjem u viđenja i da smo njih proglasili pravilom svoje vjere. To je potpuna neistina."
I sâma Ellen White je izjavila:
"Riječ Božja je veliki otkrivač pogrešaka; vjerujemo da se sve mora podvrgnuti njezinoj provjeri. Biblija mora biti naše mjerilo za svaki nauk i postupak." i "Duh nije dan, niti će ikada biti dan da zamijeni Bibliju, jer Sveto pismo izričito kaže kako je Božja Riječ mjerilo kojim se mora ispitati svako učenje i iskustvo"
Ono što je također osnovno načelo među adventistima jest da svaki pojedinac treba proučavati Bibliju i, uz molitvu i pomoć Duha Svetoga, uvjeriti se sâm u istinu prije nego što se odluči krstiti (za razliku od mnogo raširenijeg običaja da se pojedinac pokrštava kao dijete, dok još nije sposoban sâm odlučiti o svojem vjerovanju).

### Krštenje
Ono se odvija tek nakon što osoba prouči Bibliju, razumije doktrinu i odluči o tome slaže li se s biblijskim načelima i vjerom u koju se krsti. Uobičajeno starosno doba kada se nekršteni vjernici Adventističke crkve odlučuju za "sklapanje saveza s Bogom" je otprilike u razdoblju od 15 do 25 godina, no to je individualna stvar i onaj tko nije siguran da je shvatio doktrinu, pričekat će s krštenjem dokle god ne razriješi sva pitanja. Prije krštenja slijedi razdoblje proučavanja 28 temeljnih vjerovanja koje pojedina osoba obavlja s pastorom. Nakon što osoba prihvati sve biblijske tekstove koji se tiču ovih tema, slijedi priznanje grijeha Bogu i pokajanje za iste (posredništvom Isusa Krista), te obećanje da će se u životu držati biblijskih principa. Nakon toga slijedi sâm čin krštenja koji obavlja pastor u ime Oca, Sina i Duha Svetoga, i to potpunim uronjavanjem, a ne polijevanjem. To temelje na biblijskim izvješćima o krštenju, pa tako i Isusovom, koji uvijek pritom spominju izlazak iz vode ("Jedva je bio izašao iz vode", Mk 1, 10), te na sâmom značenju grčke riječi βαπτισμός, što znači "uronjavanje". Isti način prisutan je i u nekim drugim crkvama poput Baptističke i Kristove crkve.

### Subota
Vjerojatno najočitija praksa koja razlikuje Adventiste od većine kršćanskih crkava jest držanje četvrte Božje Zapovjedi (Izl 20, 8-11) koja nalaže svetkovanje subote kao Sedmog dana, umjesto nedjelje. Adventisti vjeruju da je rana kršćanska zajednica svetkovala subotu kao dio Božjeg moralnog Zakona koji nije ukinut na križu. Kršćani su počeli svetkovati nedjelju iz dva razloga: (1) da bi se jasno odvojili od Židova, koji su nakon Bar Kokhbinog ustanka (132. – 135. godine n.e.) postali vrlo omraženi u Rimskom carstvu i (2) radi stabilnosti Rimskog Carstva koje se većim dijelom sastojalo od poganskog stanovništva koje je štovalo boga Sunca (najčešće Mitru kao glavnog boga grčko-rimske religije mitraizma) u prvi dan tjedna - nedjelju:
"Ta ista nepopustljiva odanost starom bogu svjetlosti ostavila je svoj trag, sve do našega vremena, na jednoj od svetih i općih kršćanskih ustanova. Staro neznabožačko ime 'dies Solis' ili 'Sunday' (nedjelja), za tjedni kršćanski praznik, zadržano je, u velikoj mjeri, radi ujedinjenja neznabožaca i kršćana, za koju je svrhu prvi dan tjedna Konstantin preporučio svojim podanicima - neznabošcima i kršćanima, kao 'časni dan Sunca'. To je bio njegov način da bi ujedinio nesložne religije svojega carstva jednom zajedničkom ustanovom."

"Budući da je Mitra bio 'Nepobjedivo Sunce, (neznabožačka) religija je tražila sebi cara, kojemu bi poslužila kao predstavnika Mitrina na Zemlji. [...] Čini se da je rimski vladar bio označen kao pravi car. Nasuprot kršćanstvu, mitraizam je priznavao Cezara nositeljem božanske milosti. [...] Mitraizam je bio tako čvrsto prihvaćen da je mogao nametnuti na kršćanski svijet svoj sunčev dan umjesto subote."

Kao što katolički tisak i kler (između ostalog i kardinal James Gibbons) potvrđuje, ne postoji raniji spomen svetkovanja prvog dana tjedna:
"Od početka pa do kraja Svetog pisma ne postoji nijedan stih, koji ovlašćuje prijenos tjednoga javnog bogosluženja od sedmog dana tjedna na prvi."
"Sveto pismo veli: 'Sjećaj se dana subotnjeg da ga svetkuješ'. Ali Katolička crkva kaže: Ne! Drži prvi dan tjedna; i cijeli svijet se klanja u odanoj poslušnosti naredbi Katoličke crkve."
"Dokazali smo da Otkupitelj, za vrijeme svog boravka na zemlji, nije ni u kom slučaju odstupio od vjernog svetkovanja subote, na koje se pozivaju četiri evanđelista 51 put; premda je sebe označio 'Gospodarom subote', On nije ni jednom, zapoviješću ili praksom, nagovijestio da od svoje strane želi promijeniti (subotnji) dan i postaviti drugi."
321. godine donesen je Konstantinov edikt koji je nedjelju uveo i kao građansku instituciju (npr. trgovine nisu radile):
"Kada je i kako postao običaj da se svetkuje prvi dan u tjednu, Novi zavjet o tome nas ne izvješćuje. [...] Prvi zakon o tome izdao je car Konstantin. On je naredio, 321. godine, da svi građanski i obrtnički poslovi prestanu u gradovima, ali je poljodjelski posao dopustio. [...] Ipak, tu naredbu da se nedjeljom ne radi, nitko nije smatrao, da se temeljila na trećoj (četvrtoj) zapovijedi, sve do potkraj šestoga stoljeća. Od tog vremena, malo-pomalo, postala je ustanovljeni nauk Crkve tijekom svojih 'tamnih stoljeća', da su crkveni učitelji, ili biskupi s rimskim papom, njihovim prevoditeljem i zamjenikom Kristovim, prenijeli subotu Staroga zavjeta, njezinu slavu i svetost na prvi dan tjedna."
Nakon Konstantinovog edikta, Katolička crkva na Laodicejskom saboru 336. n. e. prenosi svečanost od subote na nedjelju. Ova odredba se još više zaoštrava 386. godine kada Konstantin zakonski zabranjuje stanovnicima Carstva da se poslovi bilo kakve vrste vrše u nedjelju. Kardinal James Gibbons, na prigovore američkih protestanata na rad nedjeljom za vrijeme Svjetske izložbe 1893. staje u obranu adventističkih protestanata koji drže subotu:
Izraelac poštuje samo autoritet Starog zavjeta, ali adventist, kao kršćanin, usvaja Novi zavjet na istoj osnovi kao i Stari, to jest, da je također od Boga nadahnut. On nalazi da se Sveto pismo, koje je njegov učitelj, usuglašuje u oba dijela; da Otkupitelj, tijekom svog boravka na zemlji, nije nikad svetkovao bilo koji drugi dan osim subote. Tu činjenicu sva četiri Evanđelja njemu jasno dokazuju. Na stranicama Djela apostolskih, poslanica i knjige Otkrivenja, ne može se naći nijednog traga o ukidanju subote. [...] Zato adventisti, jednako kao i Izraelci, izvode svoje uvjerenje iz Starog zavjeta, a koje stajalište i Novi zavjet potpuno potvrđuje nauke svete riječi i to životom i postupkom Otkupitelja i Njegovih apostola, gotovo sto godina nakon kršćanskog doba."
"Dakle, zaključak je neizbježan, a to je: da od onih koji slijede Sveto pismo dao svog vođu, Izraelci i adventisti sedmog dana imaju sve dokaze na svojoj strani; dok protestanti nemaju nijedne riječi u svoju obranu za svoju zamjenu nedjelje umjesto subote!"
Način svetkovanja subote
Svetkovanje Subote Adventisti započinju od zalaska sunca u petak, do zalaska sunca u subotu, što temelje na izvješću o Stvaranju u Postanku i drugim biblijskim tekstovima. Adventisti sedmog dana to vrijeme provode u odmoru od tjednih poslova i potpunom posvećenju Bogu. Adventist nikada neće obavljati posao subotom, odlaziti u školu ili na fakultet, niti se baviti stvarima koje nisu usredotočene na Boga (npr. odlazak na nogometnu utakmicu). Vrijeme provode u zajedništvu u crkvi i svaku subotu imaju bogoslužje (što je u katoličkom rječniku najbliže misi) gdje članovi crkve slušaju propovijedi i diskutiraju o različitim teološkim i životnim temama. Ostali elementi koji se pojavljuju unutar bogoslužja, uz uvijek prisutnu molitvu i zajedničko pjevanje kršćanskih himni, su razni biblijski kvizovi, te različiti glazbeni ili čak scenski nastupi povezani s duhovnom tematikom. Kroz povijest su se sadržaj i struktura bogoslužja mijenjali ovisno o potrebama vjernika, pa su ona u novije vrijeme sve fleksibilnija, interaktivnija i prilagođenija mlađim generacijama. Nema striktnih formalnih pravila, jer prioritet bogoslužja nije protokol nego međusobno zbližavanje članova crkve i razmjena iskustava i razmišljanja u vezi teoloških, životnih i drugih pitanja. No, pristup bogoslužju varira ovisno o lokalnoj kulturi i prirodi vjerništva.
Adventisti dan odmora koriste za fizičko, mentalno i duhovno opuštanje i užu zajednicu s Bogom nego tijekom radnih dana: kroz zajedničko bogoslužje, ali i osobnu molitvu, proučavanje Biblije (koju smatraju Božjom Riječju) i izlete u prirodu koju smatraju djelom Božjeg stvaranja i odrazom Njegovog prvobitnog plana za čovječanstvo i Zemlju (vidi: Izlazak 20,11). No, osim što sami uživaju u prednostima Subote, vrijeme tog dana koriste i, prema Isusovom primjeru (vidi: Matej 12,12), u činjenju dobra članovima svoje crkve, ali i široj društvenoj zajednici, da bi taj dan i drugima bio odmor i milina (vidi: Izaija 58,13). Primjer tog vjerovanja primijenjenog u praksi su posljednji regionalne kongresi u Zagrebu, Vukovaru, Požegi i Buzetu koje su adventisti proveli u raznim oblicima službe i humanitarnim akcijama: posjećivali su vjernike koji zbog lošeg zdravlja ne mogu doći u crkvu, domove za djecu bez roditeljske skrbi, domove za djecu s posebnim potrebama, domove umirovljenika i bolnice; organizirali su niz aktivnosti za promicanje zdravlja, nudeći na štandovima usluge mjerenja krvnog tlaka i šećera u krvi radi prevencije dijabetesa, savjete liječnika, prezentaciju zdrave hrane i literaturu o zdravlju; u suradnji s mjesnim socijalnim organizacijama opskrbljivali su posebno potrebite nužnim namirnicama; i dr.

### Kristov drugi dolazak
Adventisti vjeruju u neupitan, doslovan i univerzalno vidljiv drugi dolazak Isusa Krista koji će se dogoditi nakon vremena nevolje kada će pravedni biti progonjeni, a Antikrist će proširiti svoju moć po cijelom svijetu. Učenje da će Kristov dolazak biti vidljiv cijelom svijetu istodobno, temeljeno je na tekstu iz Otkrivenja 1, 7 koji kaže: "i vidjet će ga svako oko". Vjeruju kako će tada uskrsnuti pravedni, a jedan od tekstova na kojem temelje to vjerovanje se nalazi u 1. poslanici Solunjanima 4, 16: "jer će sam Gospodin sa zapovjedničkim zovom, s glasom arkanđela i sa zvukom trube Božje sići s neba, i najprije će uskrsnuti umrli u Kristu." Problematiku univerzalno vidljivog dolaska (radi okruglog oblika Zemlje) ne mogu objasniti ljudskom logikom i kažu kako ono nadilazi razinu ljudskog shvaćanja, iako među teolozima i laicima (uvjetno rečeno) postoje neke teorije koje otkrivaju mogućnosti različitih scenarija. Primjerice među nekim adventističkim vjernicima, pogotovo mlađim, postoji nagađanje da će se prilikom Kristovog drugog dolaska otvoriti nova dimenzija koju do sada nismo vidjeli, niti u njoj mogli egzistirali, te će zbog toga prepreka trodimenzionalnog univerzuma u kojem sada živimo biti uklonjena ili će sam čin dolaska potrajati dovoljno dugo da se Zemlja okrene za 360 stupnjeva. No, to nisu službeni zaključci, već samo teme diskusija, te se univerzalna vidljivost standardno potkrepljuje vjerovanjem u Božju svemogućnost.
Vjeruju kako će pri Dolasku pravedni otići s Kristom na Nebo (20. poglavlje Otkrivenja), a Zemlja će ostati pusta, bez ljudskog stanovništva, i Sotona će ostati sâm sa svojim palim anđelima bez čovjeka kojeg bi mogao kušati na grijeh. To razdoblje će trajati 1000 godina (Tisućgodišnjica), te će za to vrijeme na Nebu biti prikazan život svake osobe koja nije spašena i izneseni razlozi za to, a svi spašeni će biti svjedoci tog prikaza. Nakon Tisućgodišnjice, Krist će se vratiti zajedno sa spašenima na Zemlju i to u Novom Jeruzalemu, Božjem gradu koji će se s Neba spustiti na Zemlju. Tada će uskrsnuti nepravedni, tj. nepokajani grešnici koje će Sotona povesti u napad na Novi Jeruzalem, no tada će Bog intervenirati i uništiti sve nepravednike zajedno sa Sotonom i njegovim anđelima (Otkrivenje 20, 9: "I oni uziđoše na široku površinu zemlje i opkoliše tabor svetih - ljubljeni grad. Tada siđe vatra s neba i proguta ih.") U tom trenutku će biti uništen grijeh i sve zlo koje je proizašlo iz njega. Tekstovi na kojima Adventisti temelje vjerovanje u događaje za vrijeme posljednjeg vremena i Kristovog dolaska, uglavnom se nalaze u Otkrivenju i Danijelovoj knjizi, no razasuti su i u mnogim drugim knjigama Biblije.

### Stanje mrtvih
Adventisti ne vjeruju u zagrobni život u smislu u kojem vjeruju rimokatolici i vjerske zajednice koje dijele to vjerovanje. Sukladno mnogim biblijskim tekstovima, (poput Propovjednik 9, 5-6; Propovjednik 9, 10; Psalam 146, 4; Psalam 6, 6) koji govore da mrtvi ne znaju ništa ("Živi još znaju da moraju umrijeti. A mrtvi nemaju više znanja", Propovjednik 9, 5) vjeruju da osoba nema svjesnog oblika postojanja sve do uskrsnuća koje će se, prema njihovom vjerovanju, odviti prilikom Kristovog drugog dolaska (Ivan 5, 27-28) za pravedne ili nakon Tisućgodišnjice za nepravedne. Prema tome, Adventisti ne vjeruju u postojanje pakla ili Čistilišta, već vjeruju da će nepravedni, tj. nepokajani grešnici biti u trenutku uništeni nakon Tisućgodišnjice. U to vjeruju jer plaća za grijeh po Bibliji nije vječni život u mukama, već smrt, kako je opisano u Rimljanima 6, 23: "Jer je plaća za grijeh smrt; a milost Božja: život vječni u Kristu Isusu Gospodinu našemu." Isus je, dakle, zbog naših grijeha morao pretrpjeti kaznu koju smo mi zaslužili (a kazna je bila smrt na križu, a ne vječnost u paklu), dok mi prihvaćanjem njegove žrtve koju je on učinio za nas, te poštujući Boga i živeći životom po njegovim načelima zapisanim u deset Božjih zapovjedi, nismo više pod osudom. Nismo, dakle, opravdani djelima već milošću Isusa Krista, koji nam prašta grijehe kojih nismo bili svjesni prije obraćenja Bogu (Ivan 8,11; Ivan 15,22).  Sljedeći citat spisateljice White uspješno sažima ovo teološko shvaćanje razmjene ljudske krivnje i smrti i Isusove pravednosti i života, temeljeno na 1. Korinćanima 15, 22-54:
"S Kristom se postupalo onako kako smo mi zaslužili, da bi se s nama postupalo kako On zaslužuje. On je bio osuđen zbog naših grijeha, u kojima nije imao udjela, da bismo mi mogli biti opravdani Njegovom pravdom, u kojoj nemamo udjela. Pretrpio je smrt koja je bila naša, da bismo mogli primiti život koji je bio Njegov."

### Velika borba
Adventisti vjeruju kako se još od Luciferove pobune odvija velika borba između dobra i zla, tj. Boga i njegovih anđela i Sotone i njegovih palih anđela (koji su zbačeni na Zemlju i kušaju ljude na grijeh). Glavni Sotonin cilj je odvratiti ljude od Boga, te ih tako učiniti nespremnima za Kristov drugi dolazak kako ne bi bili spašeni. Sva zla ovoga svijeta nisu samo posljedica ljudske grešne prirode, već i djelovanja Sotone i demona koji ljude navode na ratove, krađu, ubojstva, izdaju, laž i općenito moralni pad, tj. odstupanje od Božjeg Zakona. Ljudi su psihički i fizički ograničeni, te zbog toga ne vide djelovanje Sotone i demona, ali ni anđele ni Duha Svetoga koji štite vjerne. Jedno od mogućih objašnjenja jest da kao tjelesno i intelektualno ograničena bića živimo u takvim dimenzijama koje možemo spoznati unutar naših ograničenja i zato nemamo mogućnost vidjeti anđele i demone koji su naprednija bića od nas i stoga vjerojatno egzistiraju u drugim dimenzijama (iako postoje svjedočanstva različitih ljudi o susretima s djelovanjem takvih bića u nama vidljivoj dimenziji, najčešće u obliku poltergeista).
Na temelju biblijskih proročanstava vjeruju kako će se u posljednje vrijeme sva navedena zla umnožiti, a među njima će biti i prirodne katastrofe kao što su uragani, potresi, tsunamiji, itd. pa čak i udari asteroida u onom zaista posljednjem razdoblju povijesti spasenja ovog svijeta ("kraj kraja"). Mnogi Adventisti vjeruju da žive upravo u posljednje vrijeme i da su događaji koji se zbivaju u svijetu znaci posljednjeg vremena. Rašireno je i vjerovanje da će veliki broj obalnih gradova (ponajprije veliki gradovi oceanskih obala) doživjeti poplave zbog globalnog zatopljenja i otapanja polarnog leda (Luka 21, 25 "Na Zemlji će narodi biti u tjeskobi i neizvjesnosti zbog huke morskih valova") ili udara meteorita.
Vjeruju da su znakovi posljednjeg vremena sveprisutna mržnja i opadanje morala (Matej 24, 12 "Razmahat će se bezakonje i ljubav će kod mnogih ohladnjeti"), a zatim i ubrzani rast Adventističke crkve (uključujući i svaku drugu kršćansku vjersku zajednicu evanđeoskog predznaka) po cijelom svijetu (vidi podnaslov "Statistike") koja propovijeda Radosnu vijest o ljudskom spasenju i Kristovom dolasku (Matej 24, 14 "Ova Radosna vijest o Kraljevstvu propovijedat će se po svemu svijetu, svim narodima za svjedočanstvo, i tada će doći svršetak").

### Ispovijed
Adventisti sedmog dana, sukladno Bibliji priznaju grijehe Bogu, uz posredništvo Isusa Krista.

### Poglavar crkve Isus Krist
Adventisti smatraju sukladno Bibliji da je Isus Krist poglavar sveopće Crkve, "Krist je i glava Crkvi, zato što je Crkva njegovo tijelo" (Kol 1,18); "I sve mu je podložio pod noge, a njega dade za glavu nad svim u Crkvi" (Ef 1,22)

### 28 temeljnih vjerovanja
Adventisti su rasporedili svoje vjerovanje na 27 temeljnih vjerovanja ili odnedavno 28 temeljnih vjerovanja (često ih nazivaju i temama za proučavanje ili temama za krštenje) koja se temelje na biblijskim tekstovima. Važno je napomenuti kako Adventisti nemaju nepromjenjivu dogmu, pa je tako ovaj popis od 28 temeljnih vjerovanja izraz adventističke konfesije vjere, po vrsti sličan Augsburškoj konfesiji iz 1530. godine, koja je nije bila skup tada stvorenih dogmi, već artikulacija vjerovanja koja su protestantski vjernici do tada stekli iz Biblije. Pošto ovih 28 vjerovanja nisu dogme, adventisti bi se u slučaju otkrivanja teze u Bibliji koja opovrgava neko njihovo vjerovanje odrekli istoga. Ljudsko razumijevanje je nesavršeno i postupno. Kao takvo stalno se mijenja, evoluira ili degradira. Ne mijenja se istina, nego ljudsko razumijevanje i viđenje te istine. To je također razlog i zašto se neka vjerovanja unaprjeđuju ili čak mijenjaju. Adventisti vjeruju da je Biblija Sveto pismo, istinita Božja poruka upućena čovječanstvu i zato vrhovni autoritet, jedini temelj koji se ne mijenja i na kojem se definira i gradi doktrina. "28 temeljnih vjerovanja" nisu, dakle, dogme. Ona predstavljaju rezultat progresivnog, postupnog shvaćanja biblijskih istina i kao takva su i dalje podložna istom procesu. J. N. Loughborough je dao povijesnu izjavu u adventističkom časopisu Review and Herald 8. listopada 1861. godine:
"Prvi korak duhovnog otpada je stvoriti kredo koji će nam govoriti što da vjerujemo. Drugi je učiniti taj kredo testom za ulazak u zajednicu. Treći je iskušavati članove pomoću tog kreda. Četvrti je proglašavati hereticima one koji ne vjeruju u taj kredo. I peti, početi progonstvo protiv takvih."
Neki smatraju kako adventisti odbijaju svim drugim crkvama pravo da po tom istom načelu imaju »progresivno, postupno shvaćanje biblijskih istina« i da ih neprestano optužuju za "promjenu biblijske poruke", ali takav stav je posljedica pogrešnog dojma koji nije utemeljen ni na službenoj adventističkoj doktrini pa čak niti na akademskoj razini teološke misli. Adventistički teolozi ne smatraju Adventističku crkvu jedinim ispravnim tumačem Biblije, nego se naprotiv, u adventističkoj teologiji neprestano naglašava doprinos svake pojedine Crkve, odnosno teologa, cjelokupnoj kršćanskoj teologiji.
Podrazumijeva se da Crkva koja prepoznaje i priznaje doprinos svakog teologa neovisno o kršćanskom ili čak nekršćanskom denominacijskom usmjerenju također priznaje i teologiju kao znanost u kojoj svaki objektivan znanstvenik, odnosno teolog, može dati doprinos. Iako će Adventistička crkva preferirati adventističke profesore na svojim fakultetima ne postoji nikakav doktrinarni ili društveno-organizacijski problem da se udžbenici u izdanju drugih Crkvi koriste u nastavi na adventističkim fakultetima, što i je česta praksa. Također brojni profesori iz neadventističkih fakulteta predaju na adventističkim fakultetima, i obrnuto. Ako pogledamo profesora na adventističkim fakultetima, vidimo da su u većini slučajeva svoje titule stekli u neadventističkim obrazovnim ustanovama što pokazuje adventistički stav po kojem pravo na istinu (poglavito biblijsku) nije ekskluzivno.
Na taj način, kao i kroz dijaloge s ostalim vjerskim zajednicama, Adventistička crkva je uključena u trajni proces oblikovanja svoje doktrine (vjerovanja), obogaćivanju specifično svoje i opće teološke misli i još boljem razumijevanju biblijskih tekstova. Također vjeruje da kroz isti proces i dijaloge pomaže drugim vjerskim zajednicama u ispunjavanju istih ciljeva.
U praksi se ovaj progresivni proces oblikovanja doktrine u Adventističkoj crkvi vidi kroz odbijanje definiranja dogmi, kao i revidiranje i naglašavanje nekih vjerovanja. Tako popis temeljnih adventističkih vjerovanja ima 28 točaka od 2005. godine, kada je na zasjedanju Generalne konferencije (skupu adventističkih vjernika - delegata iz cijelog svijeta) izglasano dodavanje točke nazvane "Rast u Kristu", koja sada zauzima 11. točku vjerovanja. Iako je vjera u pobjedu nad zlom kroz rast u Kristu zauzimala središnje mjesto među adventistima od samih početaka, potreba za dodavanjem ove točke u kojoj bi se to vjerovanje izričito artikuliralo, proizašla je iz nedostatnog razumijevanja Božje moći da vjernima u Kristu podari pobjedu nad silama zla, poglavito među nekim vjernicima koji su prije susreta s Kristom bili povezani sa spiritističkim aktivnostima i štovanjem duhova (posebice u zemljama u kojima prevladava animizam). Iz tog razloga je dodavanje točke vjerovanja "Rast u Kristu" naglasilo biblijski nauk o pobjedi nad grijehom i silama zla koju je Krist izvojevao na križu i u kojoj svaki grešnik može imati udjela, koja je temelj za oproštenje i oslobođenje od krivnje prošlih grijeha i za primanje Svetoga Duha koji, prebivajući u vjerniku sada, omogućuje pobjedu nad grijehom i silama zla kada god pokušaju ponovno zavladati u njegovom životu. Uz to, ovo vjerovanje naglašava važnost svakodnevne zajednice s Bogom kroz primjenu sigurnih metoda duhovnog rasta u Kristu: osobno proučavanje Svetog pisma, molitvu i biblijsku meditaciju (koja se, nasuprot drugim tipovima meditacije, ne sastoji u pražnjenju uma od misli, već, prema značenju lat. riječi meditārī, u dubokom promišljanju i razmatranju Božje ljubavi izražene kroz njegove zakone i upute, volju i obećanja, te djela providnosti koja je u povijesti učinio za spasenje svog naroda i u životu samog vjernika), te zajedničko bogoslužje s ostalim vjernicima i kršćansku službu za druge.

## Način života Adventista

### Molitva
Adventisti vjeruju kako je potrebno svakodnevno komunicirati s Bogom. Njihove molitve nisu unaprijed sročene (kao npr. "Zdravomarijo"), već, kako kažu: "dolaze iz srca", tj. u svojim molitvama iznose pred Boga sve svoje životne probleme i dileme, no u molitvama izražavaju i zahvalnost, te mole za oprost grijeha koje su učinili. Mnogi Adventisti tvrde da su im molitve bile uslišene, a napisane su i brojne knjige o takvim iskustvima, od kojih su neka i čuda. Adventisti se protive ponavljanju unaprijed sročenih molitava, jer na nju ne gledaju kao na magijski čin, već kao na razgovor s Bogom pri čemu je potrebno da je osoba prisebna i govori ono što misli. Ovo temelje na Isusovoj uputi iz Mateja 6, 7: "Kad se molite, ne brbljajte kao neznabošci! Oni misle da će biti uslišani zbog svojih mnogih riječi."

### Glazba
Adventisti su u svijetu poznati po svom izraženom glazbenom djelovanju. Mnogi Adventisti pohađaju glazbene škole, pa čak završavaju i glazbene akademije kako bi mogli što kvalitetnije, odnosno dostojnije slaviti Boga glazbenom umjetnošću. Glazbena tradicija Adventističke crkve je vjerojatno utemeljena na starozavjetnim izvješćima o Davidovom pedantnom organiziranju zbora koji je bio zadužen za slavljenje Boga glazbom. Tu je zatim i 150. psalam koji nabraja: "Hvalite ga zvucima roga, slavite ga harfom i citarom! Hvalite ga igrom i bubnjem, slavite ga glazbalima zvonkim i frulom...", itd. Glazba je Adventistima nezaobilazan dio bogoslužja, a manifestira se u zajedničkom pjevanju kršćanskih himni i različitim glazbenim ili glazbeno-scenskim nastupima.

### Zdravlje
Adventisti zastupaju zdravstvenu poruku koja preporučuje zdravu prehranu i vegetarijanstvo, iako se ono ne zahtijeva. No, poručuju kako se crveno meso (svinjetina), školjke i ostale životinje koje su u 11. poglavlju Levitskog zakonika proglašene nečistima, nikako ne bi smjele jesti. Ne konzumiraju alkohol, duhan i drogu. Pošto se Adventisti zalažu za što zdraviju prehranu, vrlo su aktivni na tom području. Jedan od adventističkih pionira, John Harvey Kellogg, osmislio je "Corn Flakes" koji se i dan-danas u gotovo svakom domu može naći, te je njegova tvrtka "Kellog's Cereal" postala jedna od najuspješnijih svjetskih prehrambenih kompanija. Druga takva, također vrlo uspješna tvrtka, jest australski Sanitarium koji je u vlasništvu Adventističke crkve. Adventisti u svijetu vode veliki broj bolnica i drugih zdravstvenih institucija. Najznačajnije adventističko učilište medicine je Loma Linda (Kalifornija, SAD).
Naslovna priča u broju National Geographica iz studenog 2005. godine, koji je izašao i u hrvatskom izdanju, govori o dugovječnosti i predstavlja Adventiste, Okinavljane i Sardinijce kao najdugovječnije ljude svijeta. U tom članku je napisano kako Adventisti u prosjeku žive 4-10 godina duže od kalifornijskog prosjeka. Kao razlog tome, autor članka Dan Buettner navodi uravnoteženu vegetarijansku prehranu, pijenje najmanje 5 čaša vode dnevno, aktivnu obiteljsku i društvenu povezanost, a uz vjeru pridodaje i svetkovanje subote koje djeluje antistresno. Zajedničko svim skupinama je izostanak konzumacije sredstava ovisnosti.
Stav Adventističke crkve prema pobačaju jest da ga nije etično koristiti u svrhe (post)kontracepcije, odabiranja spola i u ostale svrhe pogodnosti. No, u slučaju kada se žena susreće s posebnim okolnostima zdravstvene i moralne prirode, kao što su: opasnost po ženino zdravlje, dijagnosticirano oštećenje ili defekt djeteta ili začeće u silovanju, žena se može odlučiti za pobačaj. Prema biblijskom stavu kako ga razumiju Adventisti oblikovana je i službena izjava Generalne Konferencije u kojoj je heteroseksualni brak naglašen kao jedini biblijski prihvatljiv brak. Adventisti, dakle, ne prakticiraju istospolne brakove, što nipošto ne podrazumijeva omalovažavanje, zaziranje ili bilo kakav drugi oblik nasilja nad pripadnicima LGBTIQ skupine. Na duhovnom tržištu ipak postoje razne ponude pa je u SAD-u organizirana alternativna LGBTIQ crkva,  Adventist Kinship International, koja broji 1500 vjernika, ali organizacijski nije u vezi sa službenom Adventističkom crkvom.

### Obrazovanje i znanost
Obrazovni sustav pod upravom adventističke crkve je drugi najveći kršćanski školski sustav na svijetu. Postoji 7,598 obrazovnih ustanova s preko 1,545,000 učenika i 80,000 nastavnika u više od stotinu zemalja.
Visoko školovanje je vrlo cijenjeno među Adventistima. Ellen G. White u svojoj knjizi Um, karakter i osobnost kaže: "Bez obzira tko ste, Bog vas je blagoslovio intelektualnim sposobnostima koje se mogu beskrajno usavršavati. Razvijajte svoje talente s ustrajnom ozbiljnošću. Vježbajte i disciplinirajte um proučavanjem, zapažanjem i razmišljanjem. Ne možete se sresti s Božjim umom dok ne upotrijebite svaku silu." Mnogi adventistički pastori su prije svojeg teološkog obrazovanja diplomirali i na nekom drugom području. U SAD-u je broj adventističkih diplomata dva puta veći od američkog prosjeka.
Adventistička crkva je vrlo aktivna u promoviranju kreacionističke znanosti nasuprot evolucionizmu. "Geoscience Research Institute" u Sveučilištu u Loma Lindi izdaje polugodišnjak "Origins" koji svojim člancima pruža uvid u znanstvene argumente za kreacionizam.

### Humanitarne aktivnosti
Adventisti su poznati po svojim humanitarnim aktivnostima koje bivaju u raznim oblicima. Često su to humanitarni koncerti koje organiziraju adventističke glazbene skupine, od kojih je najpoznatiji hrvatski VIS "Agape", koji djeluje još od 1983. godine. U TV emisiji Denisa Latina Latinici s temom "Oni trebaju našu pomoć", koja je bila prikazana 27. veljače 2005. godine, sudjelovao je adventistički pastor Dragutin Matak i bila prikazana reportaža o humanitarnim aktivnostima studenata Adventističkog teološkog Fakulteta u Maruševcu.
Humanitarnom akcijom "Sretna kuća" cilj je pripomoći udomiteljstvo HIV pozitivne djece i mladih.

### ADRA
Neprofitna organizacija "Adventist Development and Relief Agency" osnovana 1984. je nezavisna humanitarna agencija koju vodi Crkva Adventista sedmog dana. Godine 1997. dobila je konzultativni status od Ekonomskog i socijalnog vijeća Ujedinjenih Naroda (ECOSOC). ADRA se udružuje sa zajednicama, organizacijama i vladama u svrhu poboljšanja kvalitete života milijuna ljudi širom svijeta kroz 5 osnovnih aspekata: osiguranu hranu, ekonomski razvoj, primarno zdravlje, pomoć u hitnim slučajevima i osnovno obrazovanje. ADRA smatra da ljudsko dostojanstvo može i mora imati svako ljudsko biće. Iz tog razloga, ADRA služi svim ljudima, bez obzira na etničku, političku ili vjersku pripadnost. Za vrijeme i poslije Domovinskog rata, hrvatski ogranak ADRA-e je znatno olakšala život brojnih ljudi koji su bili oštećeni ratom.
Brojke
¤ ADRA je prisutna u 125 država

¤ Više od 90% privatnih donacija se koristi za izravne humanitarne usluge

¤ Godine 2004. ADRA-ini programi su pomogli gotovo 24 milijuna ljudi širom svijeta

#### Vjerska sloboda
Adventistička crkva već preko 100 godina zagovara slobodu vjeroispovijesti. Godine 1893. osnovana je "International Religious Liberty Association", svjetski raširena organizacija s ciljem promoviranja slobode vjeroispovijesti, koja djeluje i u Hrvatskoj.
Donedavni direktor komisije američke vlade za međunarodnu vjersku slobodu (U.S. Commission on International Religious Freedom), kao i trenutni tajnik UN-ovog nevladinog komiteta za slobodu religije ili vjeroispovijesti (UN non-governmental Committee on Freedom of Religion or Belief) bili su također adventisti.

## Struktura i organizacija
Kršćanska adventistička crkva organizirana je putem delegatskog sustava. To znači da autoritet crkve počiva na vjerništvu mjesnih crkava. Izvršna odgovornost dana je predstavničkim tijelima i službenicima koji upravljaju crkvom. Postoje četiri stupnja crkvene strukture, i to od vjernika pojedinca do svjetske crkvene organizacije.
1. Mjesna crkva se sastoji od vjernika pojedinaca.

2. Konferenciju ili misijsko polje čini nekoliko mjesnih crkava u državi ili nekom području.

3. Uniju konferencija ili misijskih polja čine konferencije ili polja unutar šireg područja (često su to skupine regija ili cijela država).

4. Generalnu konferenciju, kao najveću organizacijsku jedinicu, čine unije iz svih dijelova svijeta. Divizije su dijelovi Generalne konferencije, i to s administrativnom odgovornošću za određeno zemljopisno područje.

Svaka organizacijska jedinica nastala je demokratskim načinom izbora. Mjesne crkve izabiru svoje službenike i crkvene odbore većinom glasova. Zatim Crkva izabire svoje zastupnike za konferencije koje se sastaju na posebnom zasjedanju svake dvije ili tri godine. Izvršni autoritet između dva zasjedanja sabora ima konferencijski Izvršni odbor i izvršni službenici (obično su to predsjednik, tajnik i blagajnik Konferencije), a svi su izabrani na glavnom zasjedanju sabora.
Sličan se proces primjenjuje na unijskom saboru i zasjedanjima Generalne konferencije, obično svakih pet godina, kada se izabiru službenici i odbori, daju izvješća i donose crkveni pravilnici. Unutar tih četiriju stupnjeva crkvene organizacije djeluju različite crkvene institucije koje se tiču odgojno-obrazovnog sustava, zdravstvene službe, izdavaštva, humanitarnih i drugih ustanova. Sve te institucije pripadaju jedinstvenoj jedinici Generalne konferencije Adventističke crkve koja ih objedinjuje.
Administrativno gledano, Adventistička crkva ima trinaest divizija koje su sastavljene od skupina crkava, misijskih polja ili država objedinjenih u unijama. Divizije i njihova sjedišta pokrivaju sljedeća zemljopisna područja:
• Euro-afrička (EUD) Bern, Švicarska

• Euro-azijska (ESD) Moskva, Rusija

• Inter-američka (IAD) Miami, SAD

• Istočna Centralno Afrička (ECD) Nairobi, Kenija

• Južnoafričko-Indijsko oceanska (SID) Harare, Zimbabve

• Južnoamerička (SAD) Brazilija, Brazil

• Južno-azijska (SUD) Tamil Nadu, Indija

• Južna Azijsko-pacifička (SSD) Cavite, Filipini

• Južno-pacifička (SPD) Wahroonga, Australija

• Sjeverna Azijsko-pacifička (NSD) Koyang, Koreja

• Sjevernoamerička (NAD) Silver Spring, SAD

• Trans-europska (TED) St. Albans, Engleska

• Zapadna Centralnoafrička (WAD) Abidjan, Obala Bjelokosti

Hrvatska Adventistička crkva se nalazi u Jadranskoj uniji (sa središtem u Zagrebu), koja je dio Trans-europske divizije.

### Statistike
Crkva Adventista sedmog dana dnevno krsti oko 2000 članova, te je uz 11-postotni godišnji rast jedna od najbrže rastućih svjetskih organizacija. Sljedeće statistike kronološki pokazuju brojčani rast krštenih članova Adventističke crkve:
- 1961. - oko 1 milijun članova
- 1986. - oko 5 milijuna članova
- 2000. – 10,782,042 članova
- 2004. – 14,487,989 članova
- 2006. – 14,754,022 članova
- 2007. – 15,433,470 članova[37]
- 2009. – 16,049,101 članova[38]

Navedene brojke predstavljaju krštene članove koji su službeno zapisani u članstvo crkve. No, zajedno s nekrštenim polaznicima crkve, broj doseže 25 milijuna.
- Adventistička crkva je prisutna u 203 od 228 država priznatih od strane UN-a
- Dijeli se na 13 divizija, 94 unija i misija, te 516 lokalnih konferencija i misija
- 58,919 mjesnih crkava
- 192,164 zaposlenika
- 14,804 rukopoloženih pastora
- 29 sirotišta
- 166 bolnica i sanatorija
- 395 klinika i stacionara
- 86,553 liječnika i medicinskih sestara/tehničara
- 27 tvornica hrane
- 5,274 radio postaja s tjednim emitiranjem
- 1,817 TV emisije s tjednim emitiranjem
- 56 izdavačkih kuća
- 405 redovno izdavanih časopisa
- Adventisti izdaju kršćansku literaturu na 343 jezika
- Propovijedaju Evanđelje na 853 jezika

## Vanjske poveznice
- Službena stranica Hrvatske konferencije Kršćanske adventističke crkve (hrvatski)